# Герб Аргентини
Герб Аргентини — офіційно прийнятий 12 березня 1813 Загальними установчими зборами.

## Зміст
На гербі, фоном для якого слугують кольори аргентинського прапора, зображено рукостискання, яке символізує єдність усіх аргентинських провінцій. Руки тримають дерев'яну палицю, яка уособлює владу та готовність захищати свободу. На палиці червоний фригійський ковпак — символ Свободи, рівності та процвітання. Зверху — сонце, що сходить («травневе сонце») — символ зростання Аргентини. Герб обрамований лавровими гілками, які зв'язані знизу біло-блакитною стрічкою, що символізує єдність.

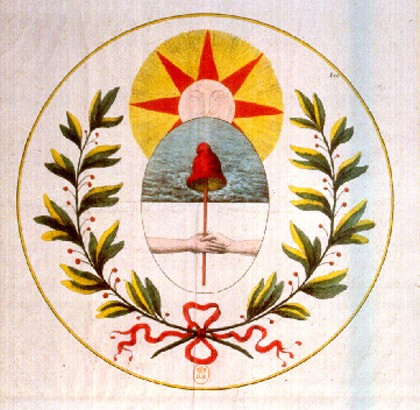
Якобінський герб — прообраз аргентинського герба

## Історія
Загальні установчі збори 1813 року доручили депутату від провінції Сан-Луїс Агустіну Донадо створити печатку для урядових документів. Ця печатка була виготовлена ювеліром Хуаном де Дьйос Ріверою, якого надихнули символи якобінців. 12 березня 1813 року Іполіто Вьєйтес та Тома Антоніо Вальє підписали декрет про використання печатки як символу виконавчої влади.
З деякими змінами герб було остаточно затверджено 24 квітня 1944 указом Nº 10.302 Президента Аргентини.